# 四大自由 (羅斯福)

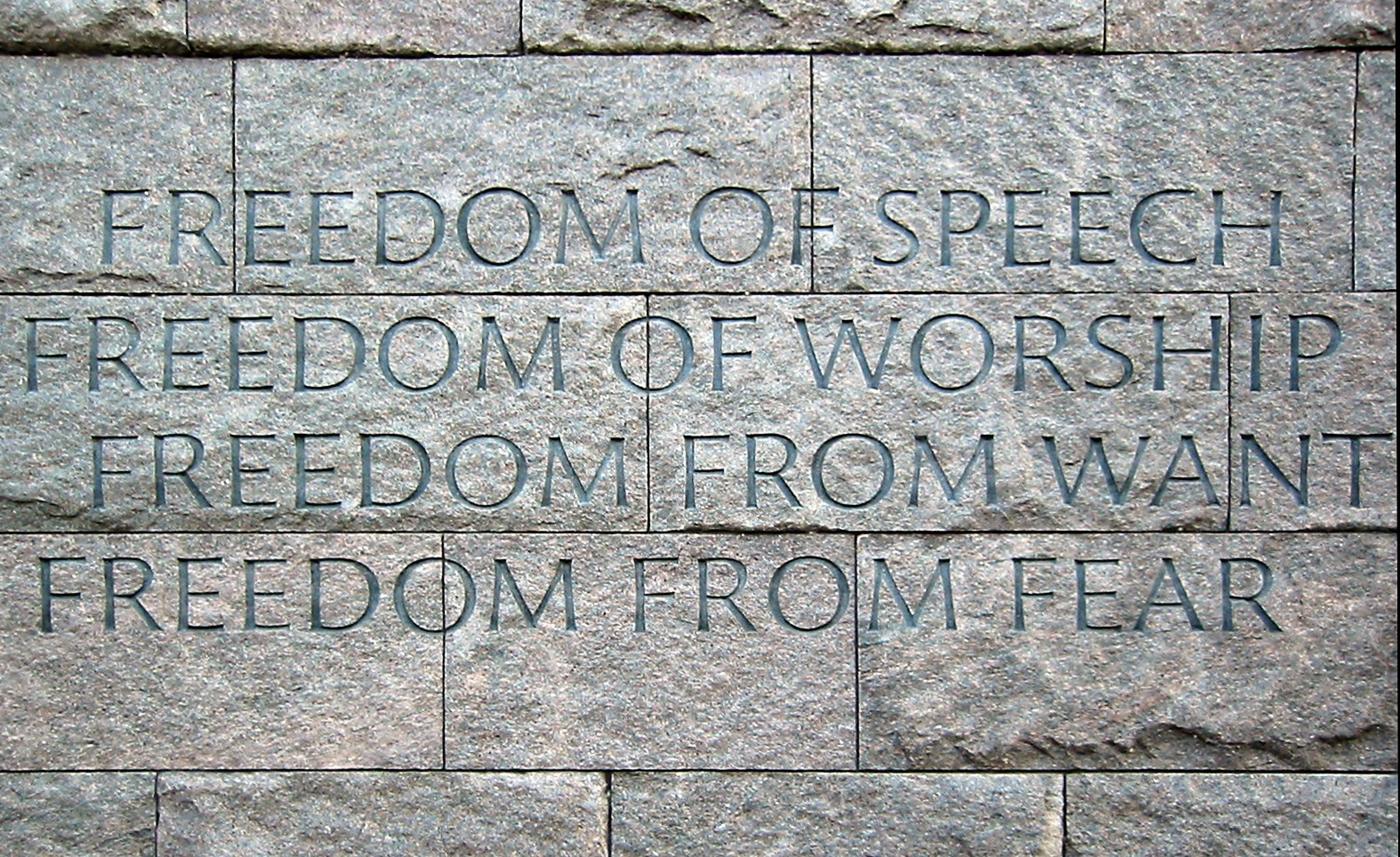
華盛頓哥倫比亞特區雕刻着四大自由內容的富蘭克林·德拉諾·羅斯福紀念碑

四大自由（英語：The Four Freedoms）是美国总统富兰克林·德拉诺·罗斯福于1941年1月6日星期一闡明的目標。在「四大自由演講」（準確而言是1941年国情咨文演講）中，他提出了「世界各地（everywhere in the world）」的人們應該享有的四項基本自由：
1. 言论自由（Freedom of speech and expression）
2. 信仰自由（Freedom of worship）
3. 免于匮乏的自由（Freedom from want）
4. 免於恐懼的自由（Freedom from fear）

羅斯福在日本偷襲夏威夷珍珠港的美軍前11個月發表講話，日本偷襲導致美国於1941年12月8日向日本宣戰。在國會發表的國情咨文演講主要是关于美国国家安全以及肆虐東半球的二战對其他民主國家構成的威脅。演講中，他打破了長期以來美國奉行的不干預政策的傳統。他概述美國對於幫助參戰盟友所做出的貢獻。
在此背景下，他总结了两党对待当时存在的国际干预的共识背后的民主价值观。演讲中的一句名言就概括了這樣的價值觀：「如同人們並不單靠著麵包生活，他們也不單靠著武器來作戰。」在演讲的后半部分，他列举了民主的好处，包括经济机会、就业、社会保障和“充分的医疗保健”的承诺。前两项自由：言论和宗教自由受到《美国宪法第一修正案》的保护。他将后两种自由纳入，则超出了《美国权利法案》保护的传统宪法价值。罗斯福还赞同经济保障方面更广泛的人权，并作出展望，这些展望成为了后来数十年社会科学和經濟發展的“人類安全”范式。他还纳入了反对国家侵略的“免于恐惧的自由”，并把它带到了他正着手创办的联合国。

## 历史背景
在20世紀30年代，許多美國人認為參與第一次世界大戰是錯誤的，堅決反對繼續干涉歐洲事務。隨着1935年以後《中立法》（Neutrality Acts）的立法，美國法律禁止對戰爭中的國家出售武器，並限制搭乘交戰船隻旅行。
第二次世界大战于1939年9月开始时，《中立法》仍然有效，并确保不会给予英国和法国实质性的支持。随着1939年《中立法》的修订，罗斯福采取了“methods-short-of-war政策”，即如果不能宣战并且没有派出军队，就可以向欧洲盟国提供物资和军备。1940年12月，欧洲基本落入阿道夫·希特勒和德国纳粹政权的支配。随着德国在1940年6月击败法国，只有大英帝国还能反对德国、意大利和日本的军事同盟。温斯顿·丘吉尔作为英国首相，呼吁罗斯福和美国向他们提供军备，以便继续战争。
1939年紐約世界博覽會庆祝了四大自由：宗教、言论、新闻和集会自由，并委托利奥·弗里德兰德创作代表它们的雕塑。紐約市市長菲奥雷洛·亨利·拉瓜迪亚将这些雕像描述为“博览会的核心”。后来，罗斯福宣布了他自己的“四大基本自由”，并请求沃尔特·鲍曼·拉塞尔创作一个四大自由纪念碑，后来该纪念碑献给了纽约麦迪逊广场花园。

## 宣言
四大自由演讲于1941年1月6日进行。罗斯福希望为美国放弃第一次世界大战中出现的孤立主义政策提供理由。在讲话中，罗斯福批评孤立主义说：“任何现实的美国人都不能期望从一个独裁者的和平中获得国际上的宽容，或者回归真正的独立，或世界裁军、言论自由、宗教自由——甚至是良好的商业。这种和平不会给我们或我们的邻国带来任何安全。‘那些愿意放弃基本自由以求一时安全的人，不配享有自由和安全。’”
演讲恰逢《租借法案》的出台，该法案促使罗斯福计划成为“民主的兵工厂”并为盟军（主要是英国）提供急需的物资。此外，这一讲话确立了美国参与第二次世界大战的意识形态基础，所有这些都以个人权利和自由为框架，这是美国政治的标志。
罗斯福总统发表的讲话包括了以下内容，它们后来被称为“四大自由”：
|                                                                 | 在未来我们力求安定的日子里，我们期待一个建立在四大人类基本自由之上的世界。 第一个是言论和表达的自由——在世界各地。 第二个是每个人以自己的方式敬拜上天的自由——在世界各地。 第三个是免于匮乏的自由——翻译成世界经济的表达，这意味着保障每一个国家的居民健康和平的生活的经济理念——在世界各地。 第四个是免于恐惧的自由——其中，从全球的角度说，意味着世界范围的裁军是如此彻底，以至于没有一个国家有能力做出任何对邻居的物理攻击行为——在世界任何地方。 这不是对遥远的千禧年的幻想。 它是我们这个时代、这个世代的人可以达到的世界的坚实基础。 那样的世界和暴政下独裁者企图用炸弹的威力创造的所谓新秩序是截然对立的。 |
| ——富兰克林·D·罗斯福，节选自面向国会的国情咨文演讲，1941年1月6日 | |

四大自由旗帜，或“联合国荣誉旗”，1943-1948

四大自由的宣布作为战争的辩护，在战争剩下的期间内引起共鸣，并作为纪念的框架又继续了数十年。自由成为美国战争目标的主要目标，也是所有团结公众支持战争的努力的中心。随着战时新闻处（Office of War Information1942年）的创建，以及諾曼·洛克威爾的著名畫作出版，自由被宣传为美国生活的核心价值和美國例外論的例子。

## 反对
四大自由演讲很受欢迎，其目标在战后政治中也颇具影响力。然而，在1941年，演讲受到反战派的激烈批评。批评者认为，四大自由只是罗斯福新政、社会改革的宪章，而这些新政和改革已经在国会内部产生了严重分歧。反对社会事业和加强政府干预的保守派反对罗斯福将战争合理化并描绘为捍卫崇高目标之需的企图。
虽然自由的确成为了美国战争思想的有力层面，但它们从来都不是战争唯一的辩护理由。美国战时情报局（OWI）的民意调查显示，“自卫”以及对偷袭珍珠港的报复仍然是战争最流行的理由。

## 局限性
罗斯福总统在1942年的一个广播讲话中宣称，“四大自由”体现了“无论生活在哪里，所有信仰和所有种族的人的权利”。
1942年2月19日，罗斯福总统用第9066号行政命令授权了日裔美國人囚禁和意大利裔美国人囚禁，允许当地军事指挥官将“军事区”指定为“禁区”，“任何或所有人都可以被排除在外”。这种权力被用来宣布除拘禁营中的人以外，所有日本血统的人都会被排除出整个太平洋沿岸，包括加利福尼亚州和俄勒冈州、华盛顿州和亚利桑那州的大部分地区。到1946年，美国已经监禁了12万名日本血统的人，其中约有8万人在美国出生。

## 联合国
四大自由的概念启发了第一夫人埃莉诺·罗斯福主导起草的联合国人权宣言，即大会第217A号决议。事实上，这四大自由被明确地纳入了《世界人权宣言》的序言：“鉴于对人权的无视和侮蔑已发展为野蛮暴行，这些暴行玷污了人类的良心，而一个人人享有言论和信仰自由并免予恐惧和匮乏的世界的来临，已被宣布为普通人民的最高愿望……”

## 裁军
罗斯福呼吁“在世界范围内裁军”，作为“在未来我们力求安定的日子里”的目标，而这一目标是“这个时代、这个世代的人可以达到的”。不过，他立即呼吁大规模扩大美国军火生产：
|                     | 每个现实主义者都知道，民主的生活方式，此时此刻正在世界各地受到直接攻击……此刻的需要是我们的行动和政策应该主要——几乎完全——致力于应对这种外国的危险……当下迫切需要的是我们军备生产的快速增长……我还要求国会授予权力和资金，以便制造多种军火和军需物资，并供给那些与侵略国实际发生战争的国家……让我们对民主国家说…… |
| ——富兰克林·D·罗斯福 | |

## 富兰克林·D·罗斯福四大自由公园
富兰克林·D·罗斯福四大自由公园是由建筑师路易·康（Louis Kahn）为罗斯福岛南部设计的公园。公园赞美了这个著名的演讲，在最终版设计中，演讲的文字刻在了公园的花岗岩墙上。

## 奖项
罗斯福研究所向对这些理想的终生奉献的杰出人士致敬。四大自由奖的颁奖典礼在纽约海德公园和荷兰米德尔堡交替举行。该奖首次颁发于1982年，即罗斯福总统诞辰一百周年暨美国与荷兰建交两百周年。
获奖者包括：
- 小威廉·布倫南
- 西班牙胡安·卡洛斯一世
- 吉米·卡特
- 比尔·克林顿
- 第十四世达赖喇嘛
- 米哈伊尔·谢尔盖耶维奇·戈尔巴乔夫
- 威廉·埃夫里尔·哈里曼
- 瓦茨拉夫·哈维尔
- 荷蘭朱丽安娜女王
- 约翰·肯尼迪
- 迈克·曼斯菲尔德
- 保羅·紐曼
- 提普·奥尼尔
- 希蒙·佩雷斯
- 科丽塔·斯科特·金
- 布伦特·斯考克罗夫特
- 哈里·S·杜鲁门
- 麗芙·烏曼
- 埃利·维瑟尔
- 瓊安·伍華德

## 流行文化
- 约翰·克劳利的小说《四大自由》（2009）主要基于罗斯福演讲的主题。
- 罗斯福委托雕塑家沃尔特·罗素设计了一座纪念碑，献给战争的第一位英雄。四大自由纪念碑（英语：Four Freedoms Monument）设于1941年，并于1943年献给了纽约麦迪逊广场花园。
- 艺术家Kindred McLeary绘制了国务院的哈里·S·杜鲁门大楼中的《America the Mighty》（1941年），也被称为《Defense of Human Freedoms》。[19]
- 艺术家雨果·巴林（英语：Hugo Ballin）绘制了加利福尼亚州伯班克市政厅的会议厅的《四大自由》壁画（1942年）。[20]
- 新泽西州的壁画家迈克尔·伦森 （1903-1972）为新泽西州纽瓦克的第十四街学校绘制了《四大自由》壁画（1943年）。[21]
- 壁画家Anton Refregier绘制了加利福尼亚州旧金山的林孔中心的《旧金山历史》 （1948年完成）；第27板描绘了四大自由。[22]
- 艺术家Mildred Nungester Wolfe画了一幅四面板《四大自由》壁画（1959年完成），描绘了密西西比州里奇顿一家乡村商店的四大自由。这些板现在悬挂在密西西比艺术博物馆。[23]
- Allyn Cox画了四幅《四大自由》壁画（1982年完成），挂在美国众议院的大实验大厅里；四板中的每一板都描绘了代表四大自由的寓言形象。[24]
- 自1986年以来，虚构的四大自由广场（英语：Four Freedoms Plaza）一直是漫威漫畫超级英雄团队神奇四侠的总部。
- 20世纪90年代初，艺术家大卫·麦克唐纳（David McDonald）将洛克威爾的《四大自由》画作为四幅大型壁画复制在俄勒冈州锡尔弗顿市中心一座旧杂货店的一侧墙面。 [25]
- 2008年，佛羅里達國際大學的Wolfsonian博物馆举办了“民主思想”（Thoughts on Democracy）展览，展示了由60位当代艺术家和设计师创作的海报，他们被邀请创作灵感来自美国插画家諾曼·洛克威爾的《四大自由》海报的新图形设计。[26]

## 諾曼·洛克威爾的畫作
罗斯福的演讲為諾曼·洛克威爾的一套四幅画作提供了靈感。

### 绘画
该系列的作品统称为《四大自由》，连续四期出版于《星期六晚邮报》。随后四幅画作由美国财政部在美国各地展出。

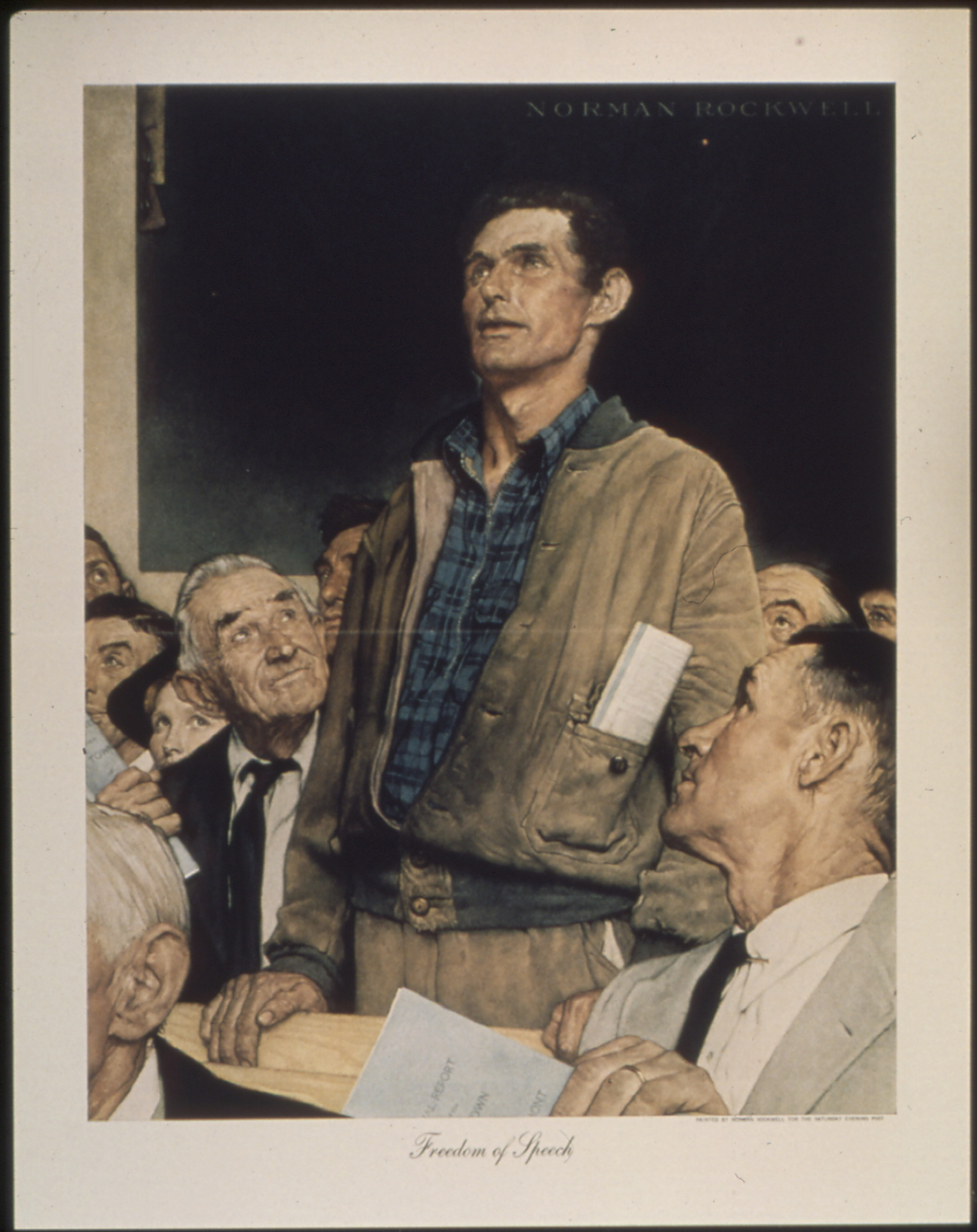
言論自由（1943年2月20日，星期六） - 来自諾曼·洛克威爾的《四大自由》系列
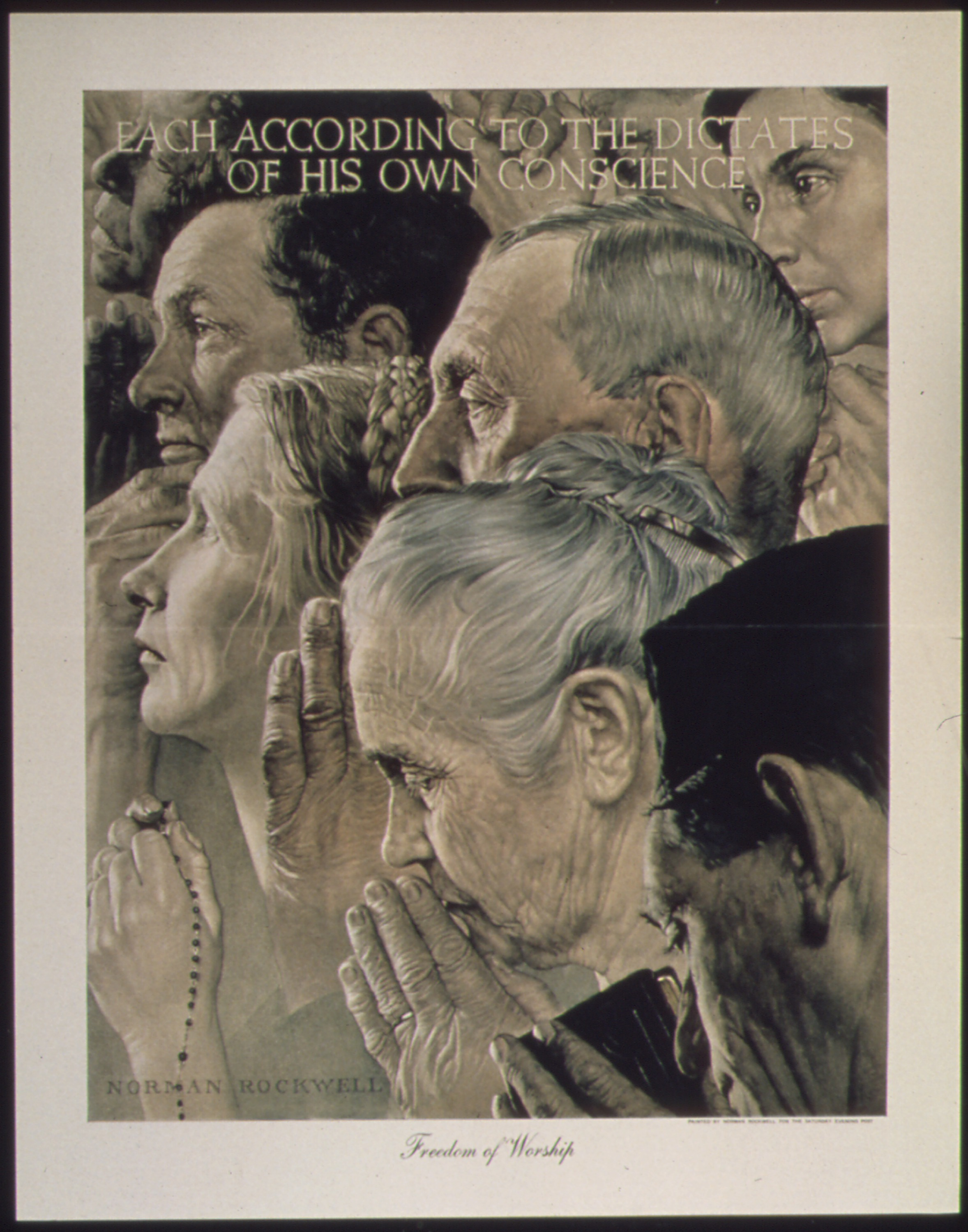
宗教自由（1943年2月27日，星期六） - 来自諾曼·洛克威爾的《四大自由》系列
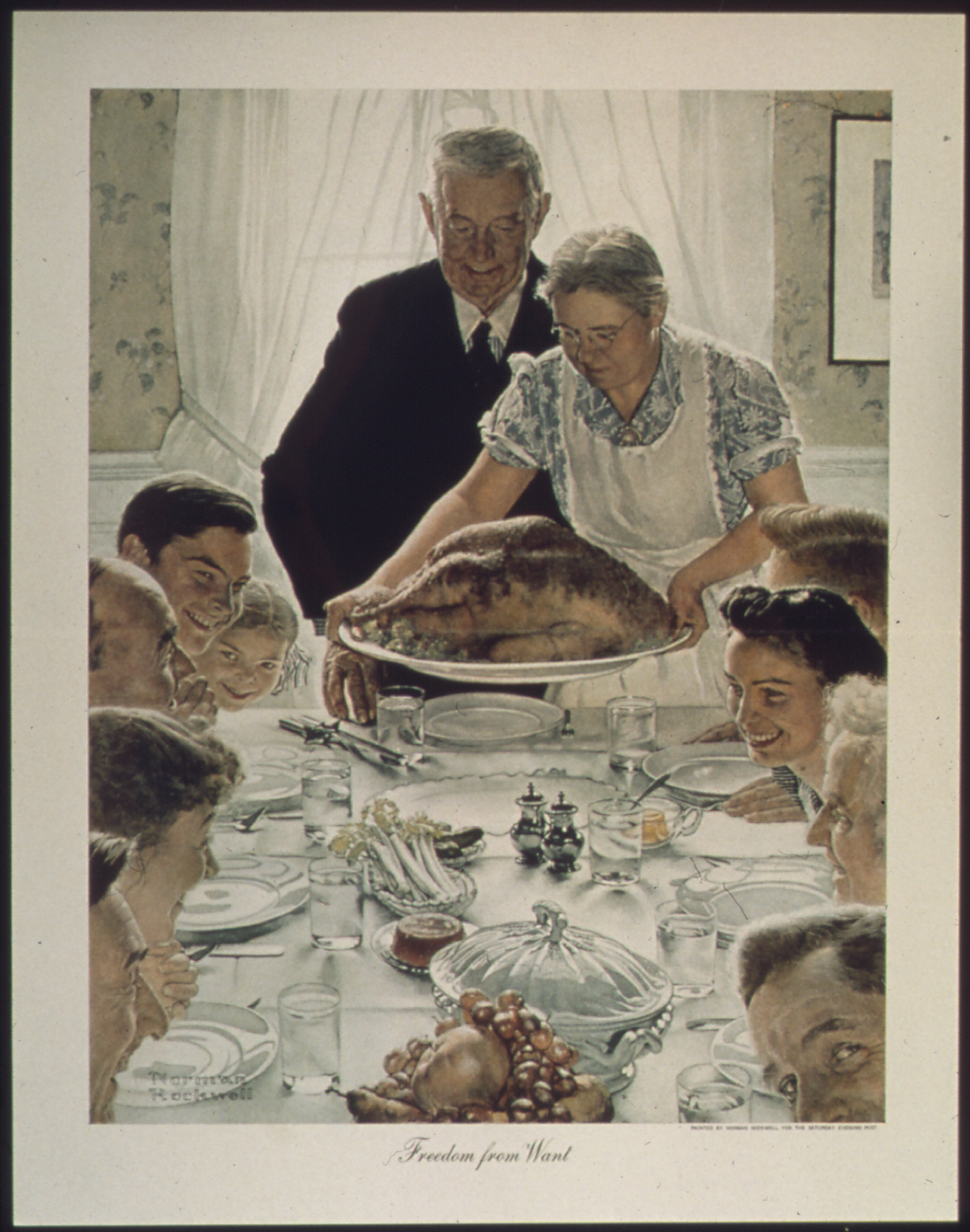
免于匮乏的自由（1943年3月6日，星期六） - 来自諾曼·洛克威爾的《四大自由》系列
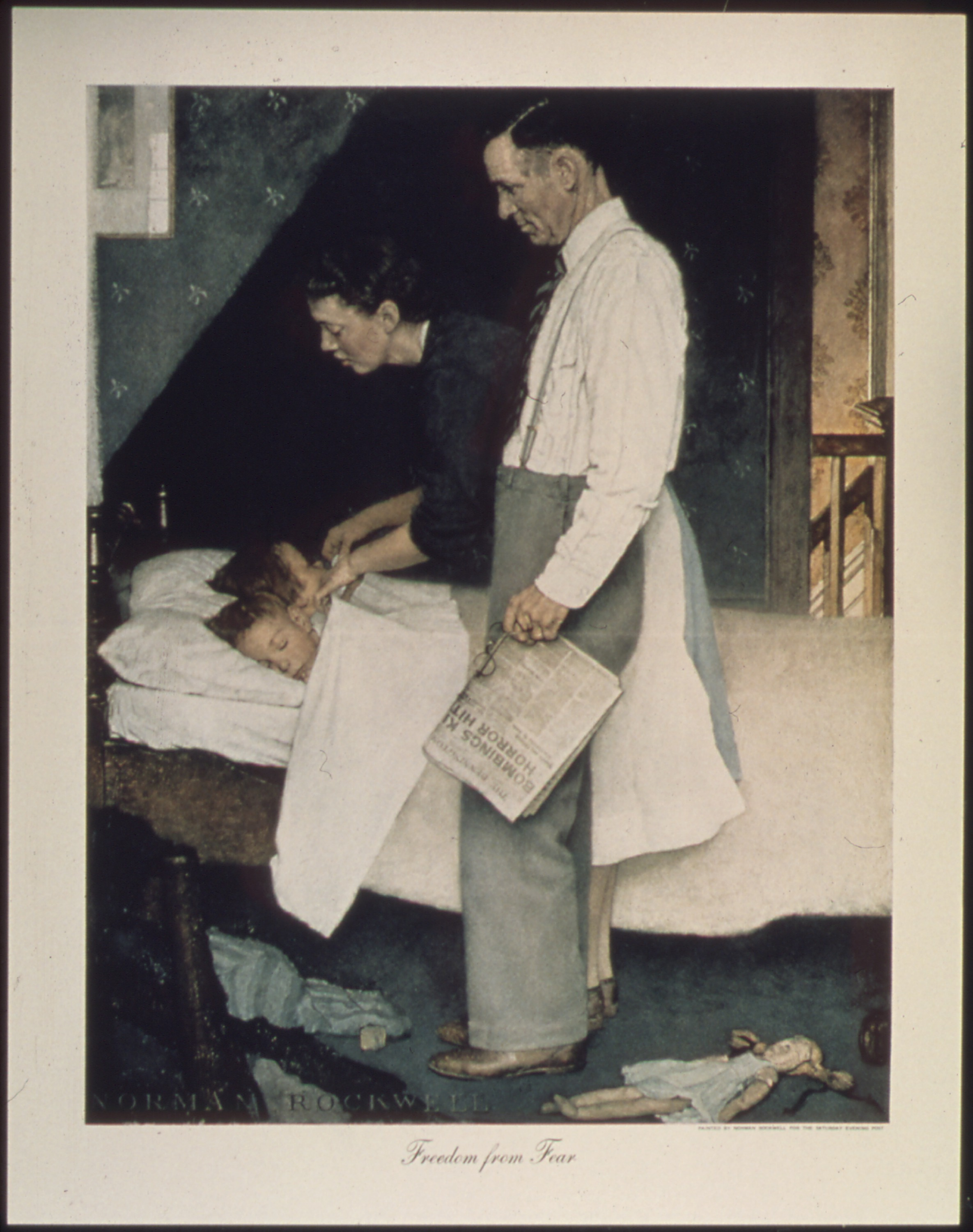
免于恐惧的自由（1943年3月13日，星期六） - 来自諾曼·洛克威爾的《四大自由》系列

### 随笔
每幅画刊登时都附带了一篇相应的“自由”的随笔：
- 《言论自由》，布斯·塔金頓（1943年2月20日）[29]
- 《宗教自由》，威尔·杜兰特（1943年2月27日）[30]
- 《免于匮乏的自由》，卡洛斯·卜婁杉（1943年3月6日）[31]
- 《免于恐惧的自由》，斯蒂芬·文森特·贝尼特（1943年3月13日，贝尼特逝世之日）[32]

### 邮票
洛克威爾的《四大自由》畫作于1943年、1946年和1994年由美國郵政署複製成邮票，其中1994年是洛克威爾誕辰一百周年。